# Coupe intercontinentale de basket-ball
Pour les articles homonymes, voir Coupe intercontinentale (homonymie).
Ne doit pas être confondu avec Coupe William Jones.
La Coupe intercontinentale de basket-ball (FIBA Intercontinental Cup), également appelée Coupe du monde des clubs champions, est une compétition de basket-ball régie par la FIBA. La compétition est créée en 1966 après une édition test en 1965.

## Historique
La coupe intercontinentale est créée par la FIBA en 1966, qui l'organise jusqu'en 1987, puis pour une édition en 1996, et enfin depuis 2013. En 1973, elle prend le nom de Coupe intercontinentale William Jones, en l'honneur de l'ancien secrétaire général de la FIBA Renato William Jones. Entre 1987 et 1999, elle cède sa place à l'Open McDonald's, tournoi non officiel organisé par l'entreprise McDonald's mais auquel participent des franchises NBA, qui par ailleurs remportèrent toutes les éditions.

## Format
Pour l'édition de 1996, la compétition est organisée sur le format d'une série de playoffs au meilleur des trois matchs entre le vainqueur de l'Euroligue (champion d'Europe) et le vainqueur de la Liga Sudamericana (à l'époque le champion d'Amérique du Sud).
De 2013 à 2015, le champion d'Europe (vainqueur de l'Euroligue) affronte le champion d'Amérique du Sud (vainqueur de l'Americas League) sur deux rencontres, le score cumulé de ces matchs déterminant le gagnant.
En 2016 et 2017, en raison d'un conflit entre la FIBA et l'Euroligue, le vainqueur de cette dernière est remplacé par celui de la Ligue des champions, compétition organisée par la FIBA. Le format change également, passant à un match unique.
Depuis 2019, la compétition est élargie et l'édition 2024 comprend 6 équipes.

## Palmarès
| Année                        | Ville organisatrice  | Vainqueur                   | Deuxième                        | Score de la finale |
| ---------------------------- | -------------------- | --------------------------- | ------------------------------- | ------------------ |
| 1965 (édition pilote)        | São Paulo            | S.C. Corinthians            | Real Madrid                     | 118-109            |
| 1966                         | Madrid               | Ignis Varese                | S.C. Corinthians                | 66-59              |
| 1967                         | Varèse, Naples, Rome | Akron Goodyear Wingfoots    | Ignis Varèse                    | 78-72              |
| 1968                         | Philadelphie         | Akron Goodyear Wingfoots    | Real Madrid                     | 105-73             |
| 1969                         | Macon                | Akron Goodyear Wingfoots    | Spartak Brno                    | 84-71              |
| 1970                         | Varèse               | Ignis Varèse                | Real Madrid                     | Championnat        |
| 1972 (édition entre nations) | São Paulo            | NABL All Stars              | Union soviétique                | Championnat        |
| 1973                         | São Paulo            | Ignis Varèse                | E.C. Sírio                      | Championnat        |
| 1974                         | Mexico               | University of Maryland      | Ignis Varèse                    | Championnat        |
| 1975                         | Cantù                | Forst Cantù                 | Amazonas Franca                 | Championnat        |
| 1976                         | Buenos Aires         | Real Madrid                 | Mobilgirgi Varèse               | Championnat        |
| 1977                         | Madrid               | Real Madrid                 | Mobilgirgi Varèse               | Championnat        |
| 1978                         | Buenos Aires         | Real Madrid                 | Obras Sanitarias                | Championnat        |
| 1979                         | São Paulo            | E.C. Sírio                  | KK Bosna                        | Championnat        |
| 1980                         | Sarajevo             | Maccabi Tel-Aviv            | A.A. Francana                   | Championnat        |
| 1981                         | São Paulo            | Real Madrid                 | E.C. Sírio                      | Championnat        |
| 1982                         | Den Bosch            | Ford Cantù                  | Den Bosch EBBC                  | Championnat        |
| 1983                         | Buenos Aires         | Obras Sanitarias            | Jollycolombani Cantú            | Championnat        |
| 1984                         | São Paulo            | Virtus Roma                 | Obras Sanitarias                | Championnat        |
| 1985                         | Barcelone, Gérone    | FC Barcelone                | Monte Líbano (pt)               | 93-89              |
| 1986                         | Buenos Aires         | Žalgiris Kaunas             | Ferro Carril Oeste              | 84-78              |
| 1987                         | Milan                | Tracer Milán                | FC Barcelone                    | 100-84             |
| 1996                         | Rosario et Athènes   | Panathinaikos               | Olimpia de Venado Tuerto        | Séries             |
| 2013                         | Sao Paulo            | Olympiakos                  | Pinheiros                       | Séries             |
| 2014                         | Rio de Janeiro       | Flamengo (en)               | Maccabi Tel-Aviv                | Séries             |
| 2015                         | Sao Paulo            | Real Madrid                 | Bauru (en)                      | Séries             |
| 2016                         | Francfort            | Guaros de Lara              | Francfort Skyliners             | 74-69              |
| 2017                         | Tenerife             | CB Canarias                 | Guaros de Lara                  | 76-71              |
| 2019                         | Rio de Janeiro       | AEK Athènes                 | Flamengo (en)                   | 86-70              |
| 2020                         | Tenerife             | CB Canarias                 | Virtus Bologne                  | 80-72              |
| 2021                         | Bueno Aires          | San Pablo Burgos Miraflores | Asociación Atlética Quimsa (en) | 82-73              |
| 2022                         | Le Caire             | Flamengo (en)               | San Pablo Burgos Miraflores     | 75-62              |
| 2023                         | Tenerife             | CB Canarias                 | São Paulo FC (en)               | 89-68              |
| 2023                         | Singapour            | Franca São Paulo            | Telekom Baskets Bonn            | 70-69              |
| 2024                         | Singapour            | Unicaja Málaga              | NBA G League United (en)        | 75-60              |